# 柴山哲治
柴山 哲治（しばやま てつじ）は日本の実業家。サザビーズ日本法人代表取締役社長を経て、AGホールディングズ代表取締役。ロックフェラー家の資産管理を行った経験などから、企業の社会的責任コンサルティングや芸術家育成事業を行い、京都造形芸術大学客員教授、一般社団法人芸術支援・地方創造機構理事、ハーバード・ビジネス・スクール日本OB会理事等も務めた。

## 人物・経歴
東京都出身。1980年一橋大学経済学部卒業、三菱商事入社。1988年退社し、ハーバード大学ハーバード・ビジネス・スクールに留学。1990年同修了、経営学修士（MBA）の学位を取得。
1990年ニューヨークのロックフェラー家投資会社に入社。シュローダー・ベンチャーズ東京事務所出向を経て、1993年ロックフェラー家投資会社東京駐在員事務所勤務。1994年サザビーズ・ジャパン代表取締役社長。2005年アートガイア創業、同代表取締役。2006年AGホールディングズ設立、同代表取締役。2013年名誉唎酒師酒匠。ロックフェラー家のフィランソロピー活動に影響を受け、企業の社会的責任コンサルティングや芸術家育成事業を行う。
京都造形芸術大学客員教授、山梨学院大学アートマネジメントプログラム担当客員教授、同大学国際リベラルアーツ学部アドバイザリー・ボード、一橋大学非常勤講師、学習院大学非常勤講師、同志社大学非常勤講師、ハーバード・ビジネス・スクール日本OB会理事、ブランシェット・ロックフェラー奨学基金募金委員、一般社団法人芸術支援・地方創造機構理事等を歴任。三菱商事アート・ゲート・プログラム運営などにも携わる。

## 著書
- 『「衣・食・住・アート」の日本を目指して―いまから始める芸術産業論』マリア書房 2013年